# Klauselverfahren
Das Klauselverfahren dient im deutschen Zivilprozessrecht der Vorbereitung der Zwangsvollstreckung. Rechtsgrundlage sind die §§ 723 ff. ZPO. Danach ist dem Gläubiger auf dessen (formlosen) Antrag beim Prozessgericht hin eine vollstreckbare Ausfertigung (Klausel) des Titels zu erteilen. Diese ist neben Titel, dem Antrag des Gläubigers und der Zustellung des Titels an den Schuldner regelmäßig Voraussetzung der Zwangsvollstreckung.

## Sinn und Zweck
Hintergrund des Klauselerteilungsverfahrens ist vor allem die Formalisierung der Zwangsvollstreckung: Das Vollstreckungsorgan soll sich allein auf den titulierten Anspruch verlassen können und keine in der Regel umfangreichen und juristisch schwierigen Prüfungen durchführen müssen. Es prüft nur die formellen Voraussetzungen der Vollstreckungsmaßnahme und deren Zulässigkeit, nicht aber die (materielle) Rechtmäßigkeit des Titels. Diese wird durch das „Etikett“ Vollstreckungsklausel bestätigt. Die Klausel wird daher auch als „Brücke“ zwischen dem Erkenntnis- und dem Vollstreckungsverfahren angesehen.

## Vollstreckungsklausel
Die Klausel lautet gem. § 725 ZPO im Regelfall:
Vorstehende Ausfertigung wird dem (Bezeichnung der Partei) zum Zwecke der Zwangsvollstreckung erteilt.
Name des Gerichts, Datum, Unterschrift des Urkundsbeamten, Siegel
Zu unterscheiden ist zwischen der einfachen Klausel und den qualifizierten Klauseln (titelergänzende und titelübertragende Klausel). Voraussetzungen für die Erteilung einer einfachen Klausel sind:
- Vollstreckungsfähiger Titel
- Antrag des Vollstreckungsgläubigers
- Nichtvorliegen der besonderen Voraussetzungen des § 726 (Bedingung für Vollstreckungseintritt) bzw. des § 727 ZPO (fehlende Parteiidentität)

Sofern die besonderen Voraussetzungen des § 726 ZPO vorliegen, stellt der Rechtspfleger grds. eine titelergänzende Klausel aus. Sofern Parteiidentität nicht gegeben ist, stellt der Rechtspfleger grds. eine titelübertragende Klausel (= titelumschreibende Klausel) aus.
Zur Vermeidung von Mehrfachvollstreckungen wird regelmäßig nur eine vollstreckbare Ausfertigung erteilt, § 733 ZPO. Sollte diese verlustig gehen, kann dem Gläubiger, so er den Verlust glaubhaft macht, eine weitere vollstreckbare Ausfertigung erteilt werden. Die Erteilung einer weiteren vollstreckbaren Ausfertigung ist auch möglich, wenn mehrere Vollstreckungsmaßnahmen zeitnah an verschiedenen Orten, insbesondere aber gegen mehrere im Titel genannte Schuldner, geboten sind. Um keine weitere vollstreckbare Ausfertigung handelt es sich, wenn gegen Rückgabe der alten vollstreckbaren Ausfertigung (z. B. wegen Beschädigung/Alterung des Papiers/Unleserlichkeit) eine neue ausgestellt wird.

## Zuständigkeit

### Regelfall
Im Regelfall (einfache Klausel) ist der Urkundsbeamte der Geschäftsstelle für die Erteilung der Klausel zuständig. Kommt im Einzelfall eine titelergänzende Klausel, § 726 ZPO, oder eine titelübertragende Klausel, § 727 ZPO, in Betracht, so ist gem. § 20 Nr. 12 RPflG der Rechtspfleger für die Entscheidung über die Erteilung der Klausel zuständig. Dies gilt auch für weitere vollstreckbare Ausfertigungen.

### Zuständigkeit bei Widerrufsvergleich
Für die Erteilung der Vollstreckungsklausel zu einem Widerrufsvergleich ist der Urkundsbeamte der Geschäftsstelle zuständig (§ 795b ZPO).
Diese Vorschrift wurde am 22. Dezember 2006 in die Zivilprozessordnung eingeführt, nachdem von Inkrafttreten dieses Gesetzbuchs im Jahre 1879 bis zum Jahr 2002, also weit mehr als 100 Jahre, diese Zuständigkeit ohne jede gesetzliche Regelung niemals umstritten war. Erst das Bundesarbeitsgericht (BAG) hat Ende 2003 entschieden, dass der Rechtspfleger diese Vollstreckungsklausel zu erteilen habe. Das zivilprozessuale Schrifttum ist daraufhin dieser Entscheidung und ihren Gründen entgegengetreten. In einem nicht näher begründeten Beschluss hat sich der Bundesgerichtshof (BGH) im Anschluss daran dem Bundesarbeitsgericht angeschlossen.
Die neu eingeführte Vorschrift des § 795b ZPO stellt damit den weit über einhundert Jahre geltenden Rechtszustand wieder her, wonach der Urkundsbeamte der Geschäftsstelle für die Erteilung der Vollstreckungsklausel zu einem Widerrufsvergleich zuständig ist.

## Rechtsbehelfe
Gegen die Erteilung der Klausel kann der Schuldner den Rechtsbehelf der Klauselerinnerung einlegen, § 732 ZPO, über den das erkennende Gericht 1. Instanz entscheidet. Der Schuldner kann gegen die Erteilung der Klausel auch mit der Klauselgegenklage gemäß § 768 ZPO vorgehen.
Sofern dem Gläubiger der erforderliche Nachweis der zu beweisenden Tatsachen im Fall der qualifizierten Klauseln nicht möglich ist, kann er die Erteilung im Wege der Klauselerteilungsklage (§ 731 ZPO) gerichtlich geltend machen. In diesem Fall ist er in der Beweisführung nicht auf öffentliche oder öffentlich beglaubigte Urkunden beschränkt.

## Kosten
Die Kosten des Klauselverfahrens werden gem. § 788 ZPO zu den Kosten der Zwangsvollstreckung gerechnet, um die ansonsten erforderliche Titulierung zu vermeiden.